# Cerro Calvario
Der Cerro Calvario (deutsch: Kalvarienberg) ist ein 4011 m hoher Hügel nahe der bolivianischen Stadt Copacabana. Er galt bereits vor der Herrschaft der Inka als heiliger Berg und ist bis heute ein beliebtes Wallfahrtsziel.

## Topographie
Der Cerro Calvario liegt am Westufer der Copacabana-Halbinsel im Titicaca-See. Im Norden und Westen fällt er direkt zum auf ca. 3810 m gelegenen See ab, im Südosten liegt die Stadt Copacabana. Die Gegend gehört zum Departamento La Paz. 
Die Südseite des Berges ist eher schroff und felsdurchsetzt. Die Nordseite ist etwas flacher, hier wird in den tieferen Lagen auch Landwirtschaft betrieben. Davon abgesehen ist der Calvario nur von spärlicher Vegetation bedeckt.

## Religiöse Bedeutung
Der Berg war bereits unter der Herrschaft der Qulla ein beliebtes Pilgerziel. Von hier aus wurde der mythische Katzenkopf Titicaca verehrt, dem im Zuge von Fruchtbarkeitsriten auch Menschen- und Tieropfer dargebracht wurden. Die Inka bauten diesen Kult in ihre Sonnenverehrung ein und machten den Titicacasee zum wichtigsten Zentrum ihres Glaubens. Später wurden diese Rituale von christlichen Symbolen überlagert und der Katzenkopfkult durch katholische Marienverehrung ersetzt, deren Zentrum die goldene Marienstatue am Gipfel des Cerro Calvario bildet. Insbesondere werden bei den Pilgerreisen zur Madonna kleine, symbolische Gegenstände (Häuser, Autos etc., meist aus Plastik, die hier vertrieben werden) zur Segnung mitgebracht, die dadurch zur Realität werden sollen. Der Gipfel wird dabei über einen von Osten hinaufführenden Kreuzweg bestiegen, ein weiterer Weg führt von Süden zum Gipfel. Am Karfreitag werden hier lange Prozessionen mit Kerzen und Heiligenstatuen durchgeführt. Vorchristliche Riten haben sich dabei etwa in Form von Wahrsagungen und rituellem Gebrauch von Kokablättern erhalten.

## Bilder

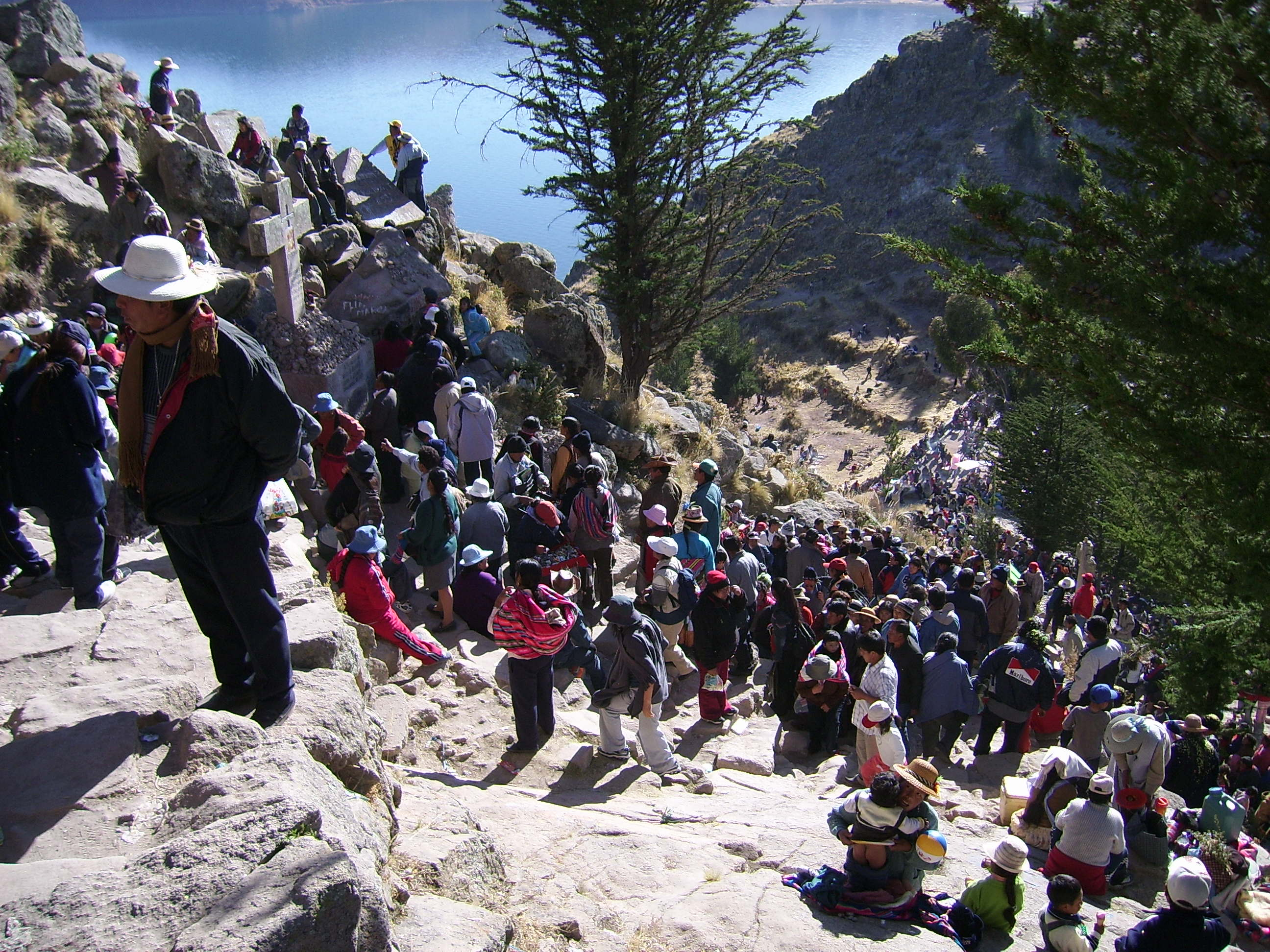
Pilger am Calvario
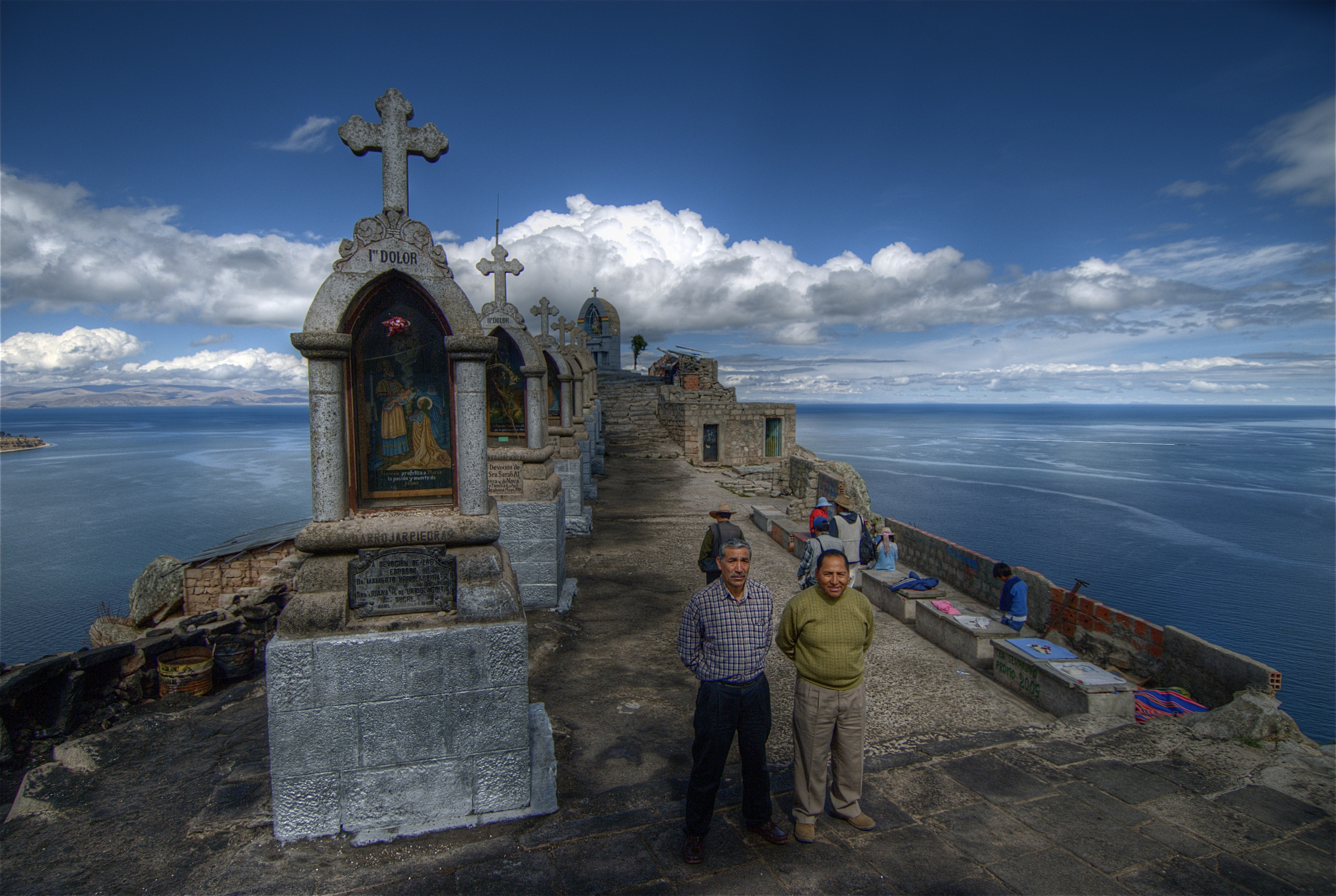
Am Gipfel
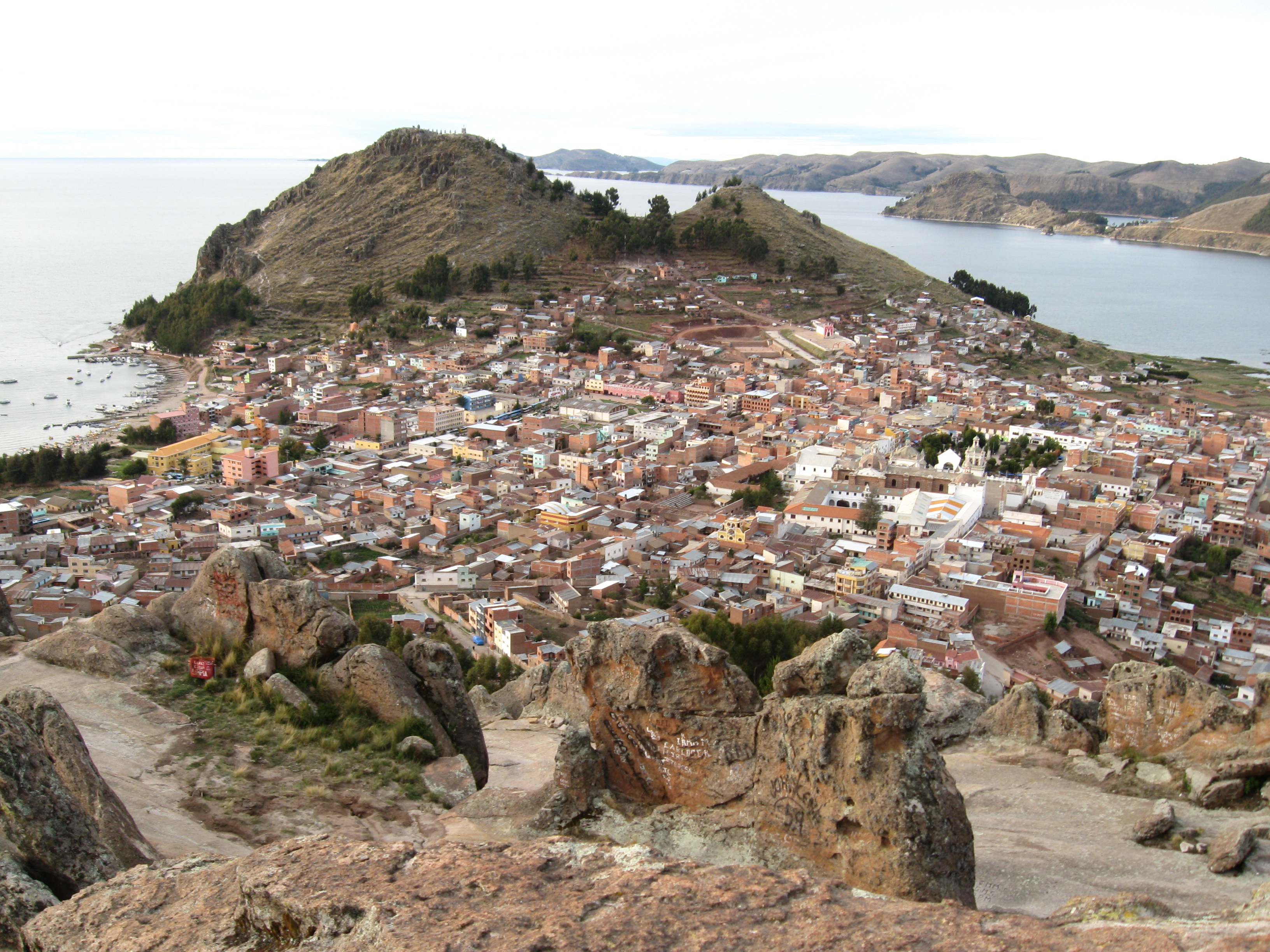
Von Südosten